# Me Too-mozgalom
Me Too (vagy #metoo, magyarul: én is, és hasonló más nyelvű helyi alternatívák) 2017 októberében az Amerikai Egyesült Államokban megindult kampány és egyúttal a belőle kifejlődött aktivizmussal a feminizmus negyedik hullámának egyik fontos, emberi jogi tudatosságot növelő motorja. A mozgalom azokat az embereket, főként nőket képviseli, akik az őket ért korábbi szexuális zaklatásokat és erőszakosságokat elkezdték a nagy nyilvánosság elé tárni, világszerte ráirányítva ezzel a figyelmet a problémára és társadalmi vitákat elindítva ezzel.
Kiváltója a New York Times október 5-én napvilágot látott cikke volt, melyben először szólaltak meg a nyilvánosság előtt azok a színésznők és alkalmazottak, akik a Miramax produkciós cég tulajdonosának, Harvey Weinsteinnek az áldozatai voltak. A MeToo-kampánynak nagy lökést adott többek között Bill Cosbynak, a Fox televízió nőket erőszakoló műsorvezetőjének a lelepleződése, majd Weinsteinnek a bíróság elé állítása volt, akit addigra 91 nő vádolt szexuális zaklatással és erőszakcselekményekkel. Weinstein évtizedeken át büntetlenül molesztált szinte minden fiatal nőt, aki a környezetébe került. Munkamegbeszélés ürügyén magához rendelte őket Los Angeles-i szállodai szobájába, ahol meztelenül, fürdőköpenyben várta, és arról győzködte őket, hogy karrierjük érdekében menjenek vele a hálószobájába. Azokat, akik nem engedelmeskedtek vagy panaszt tettek ellene, hatalmas összegekkel lefizette, így áldozatainak egy része félelemből, másik része a vele aláíratott titoktartási nyilatkozat miatt nem mert ellene vallani. A hallgatást végül Ashley Judd színésznő és politikai aktivista, a Frida, a Támadás a Fehér Ház ellen és más filmek sztárja törte meg a New York Times cikkének megjelenése előtt.
2017. december 6-án a #metoo mozgalmat választotta az amerikai TIME magazin az év emberének.
Magyarországon Marton László főrendező szexuális zaklatási ügye vált először közismertté a médián keresztül.

## Lásd még
- Szereposztó dívány